# Língua kokborok
Kokborok (Tripuri/Tiprakok é a principal língua nativa do povo Borok (Tripuri) do estado indiano Tripurá e áreas vizinhas de Bangladexe, havendo alguns falantes em Mianmar e até no norte do Camboja. O nome vem de kok que significa "verbal" e borok que significa "humano" ou "pessoa". O kokborok está intimamente relacionado com as línguas Boro, Dimasa e Kachari línguas do estado vizinho de Assão.

## Escrita
A língua Kokborok usa as escritas latina e bengali.

## Gramática
Existe uma diferença clara entre substantivos e verbos. Todos os verbos verdadeiros são feitos com uma raiz verbal seguida por um número de sufixos, que são colocados não aleatoriamente, mas de acordo com regras definidas.

### Morfologia
Morfologicamente, as palavras Kókborok podem ser divididas em cinco categorias. Eles são os seguintes.
(a) Originais: thang-ir; phai-vir; borok-nação; borog-homens kotor-grande; kuchuk-mais jovem; kwrwi-não;etc.
(b) Compostos, isto é, palavras compostas por mais de uma palavra original: nai - veja; thok - irritado; naithok - lindo; mwtai - deus; nog - casa; tongthar - templo; bwkha - coração; bwkhakotor -bravo; etc.
(c) Com sufixos: swrwng-aprender; swrwngnai-aprendiz; nugjak-seen; kaham-bom; hamya- mau; etc.
(d) Origem estrangeira naturalizados: gerogo-rolar; gwdna-pescoço; tebil- mesa; puitu-fé; etc.
(e) Origem estrangeira: kiching-amigo(a); etc.

## Literatura
Os primeiros esforços para escrever Kokborok foram feitos por Radhamohan Thakur, que escreveu a gramática de Kókborok chamada "Kókborokma" publicada em 1900, bem como dois outros livros: "Tripur Kothamala" e "Tripur Bhasabidhan". Tripur Kothamala foi o livro de tradução Kókborok-Bengali-Inglês publicado em 1906. O "Tripur Bhasabidhan" foi publicado em 1907.
Daulot Ahmed foi contemporâneo de Radhamohan Thakur e foi um dos pioneiros na escrita da Gramática Kókborok juntamente com Mohammad Omar. The Amar jantra, Comilla publicou seu livro de gramática Kókborok "KOKBOKMA" em 1897.
Em 27 de dezembro de 1945, o "Tripura Janasiksha Samiti" foi criado e estabeleceu muitas escolas em diferentes áreas de Tripurá.
A primeira revista Kókborok "Kwtal Kothoma" foi editada e publicada em 1954 por Sudhanya Deb Barma, que foi um dos fundadores do Samiti. "Hachuk Khurio" (nas Colinas) de Sudhanya Deb Barmaé o primeiro romance Kókborok moderno. Foi publicado pela Kókborok Sahitya Sabha e Sanskriti Samsad em 1987. Uma das principais traduções do século XX foi o "Smai Kwtal", o Novo Testamento da Bíblia na língua Kókborok, publicado em 1976 pela Sociedade Bíblica da Índia.
O século XXI começou para a literatura Kókborok com a obra monumental, o Dicionário Anglo-Kókborok-Bengali compilado por Binoy Deb Barma e publicado em 2002 pela Missão Kókborok tei Hukumu. Esta é a 2ª edição de seu dicionário pioneiro anterior publicado em 1996 e é um dicionário trilíngue. Twiprani Laihbuma (O Rajmala - História de Tripurá) traduzido por R. K. Debbarma e publicado em 2002 pela KOHM.
A Bíblia completa na língua Kokborok foi finalmente publicada pela primeira vez no ano de 2013 pela Sociedade Bíblica da Índia. O Baibel Kwthar é atualmente a maior obra e o maior livro publicado no idioma com mais de 1.300 páginas e é hoje a referência para publicações no idioma.
A tendência atual de desenvolvimento das obras literárias Kókborok mostra que a literatura Kókborok está avançando lenta, mas firmemente com sua vivacidade e originalidade distinta para tocar a rica literatura das línguas ricas.

## Organizações
Muitas organizações culturais Tripuri têm trabalhado frutuosamente para o desenvolvimento da língua desde o século passado. Uma lista das atuais organizações e editoras são:
- KSS, Kokborok Sahitya Sabha now Borok Kokrwbai Bosong or BKB in short.
- KOHM, Kokborok tei Hukumu Mission
- KbSS, Kokborok Sahitya Sangsad
- HKP, Hachukni Khorang Publishers
- JP, Jora Publication
- DKP, Dey Kokborok Publishers
- KA, Kokborok Academy

### Governamentais
As organizações governamentais de pesquisa e publicações que trabalham no desenvolvimento de Kokborok são:
- Diretoria de Kokborok, Governo de Tripurá[4]
- Tribal Research Institute (TRI), Agartala
- Language Wing, Departamento de Educação do Tripura Tribal Areas Autonomous District Council (TTAADC)

### Kokborok Tei Hukumu Mission (KOHM)
Kokborok Tei Hukumu Mission é uma organização cultural que foi estabelecida para promover a língua e a cultura do povo Tripuri. A missão foi iniciada por Naphurai Jamatia. Tem o seu escritório em Krishnanagar, Agartala.
É a maior editora de livros em Kokborok, dos quais mais notáveis são os Dicionários de Kokborok de Binoy Debbarma, Dicionário Anglo-Kokborok (1996) e Dicionário Trilingue Anglo-Kokborok-Bengali (2002). Dicionário Kok, o Dicionário Kokborok online é amplamente aí baseado.nisso.

### Biblioteca Kokborok
Uma biblioteca de livros Kokborok funciona na cidade de Khumulwng desde 2015. Foi criada pelo Tripura Tribal Areas Autonomous District Council (TTAADC) por meio de financiamento do governo e está funcionando em um edifício construído para o biblioteca na cidade de Khumulwng, perto do estádio Khumulwng.
A biblioteca possui atualmente mais de 5.000 livros da linguagem Kokborok e tópicos relacionados.

## Educação
Existem duas universidades em Tripurá que oferecem cursos de idioma Kokborok como parte dos graus de bacharelado, mestrado e doutorado. Existem mais de 15 faculdades no estado de Tripurá onde Kokborok é ensinado como parte dos cursos de graduação. Além disso, existem mais de 30 escolas do governo onde Kokborok é ensinado no nível do ensino médio no âmbito do Tripura Board of Secondary Education.

### Kokborok, Universidade Tripurá
O Departamento de Kokborok na Universidade de Tripurá, Agartala é responsável pelo ensino da língua e literatura Kókborok desde 2015
Ali há um curso M.A (Master of Arts) na língua Kokborok, um PG Diploma de um ano e um curso de certificado de 6 meses. A universidade concede graus de Bacharel em Artes (B.A) com Kokborok como disciplina eletiva em suas várias faculdades constituintes desde 2012. As faculdades afiliadas à Universidade onde Kokborok é ensinado no grau de B.A são:
- Ramthakur College, Agartala[9]
- Government Degree College, Khumulwng[10]
- NS Mahavidyalaya, Udaipur[11]
- Government Degree College, Dharmanagar[12]
- RS Mahavidyala, Kailasahar[13]
- Government Degree College, Kamalpur[14]
- Government Degree College, Teliamura[15]
- Government Degree College, Santirbazar[16]
- Government Degree College, Longtharai Valley[17]
- SV Mahavidyalaya, Mohanpur[18]
- MMD Government Degree College, Sabroom[19]
- RT Mahavidyalaya, Bishalgarh[20]
- Dasarath Deb Memorial College, Khowai[21]

### Universidade Maharaja Bir Bikram (MBB)
O Departamento de Kokborok na Universidade Maharaja Bir Bikram, Agartala é responsável pelo ensino da língua e literatura Kókborok. A Universidade Estatal foi criada em 2015.
MBB university has three affiliated colleges where Kokborok courses are available:
- MBB College, Agartala[23]
- BBM College, Agartala[24]
- Tripura Government Law College

## Fonologia
O kókborok tem a fonologia típica de uma língua sino-tibetana.

### Consoantes
|                       |           | Labial | Dental | Apico- Alveolar | Lamino- Pós-alveolar | Velar | Glotal |
| --------------------- | --------- | ------ | ------ | --------------- | -------------------- | ----- | ------ |
| Oclusiva and Africada | aspirada  | pʰ     | t̪ʰ     |                 |                      | kʰ    |        |
| Oclusiva and Africada | surda     | p      | t̪      |                 | t͡ʃ                   | k     |        |
| Oclusiva and Africada | sonora    | b      | d̪      |                 | d͡ʒ                   | ɡ     |        |
| Fricativa             | Voiceless |        |        | s               |                      |       | h      |
| Nasal                 | Nasal     | m      |        | n               |                      | ŋ     |        |
| Líquida               | Líquida   |        |        | l, r            |                      |       |        |

As consoantes são b, d, g, h, j, k, l, m, n, p, ph, r, s, t, y junto com consoantes combinadas ch, kh, ph, th, ng.
Ch é usado para / t͡ʃ /, enquanto kh, ph, th são usadas para /kʰ/, /pʰ/, /tʰ/ respectivamente.
N' a pronúncia do som nasal; por exemplo., in' (sim).
Ng é um dígrafo e geralmente é usado na última sílaba de uma palavra; por exemplo.,aming (gato), holong (pedra).
Ua é frequentemente usado inicialmente; por exemplo, uak (porco), uah (bambu), uatwi (chuva).
Ua é frequentemente usado inicialmente; por exemplo, thuo (dormindo), buo (batimento).

### Grupos consonantais
Os grupos consonantais que estã no início de sílaba são phl, ph + l, em phlat phlat' (muito rápido), ou sl um kungsluk kungsluk (homem luico) Os grupos são quase impossíveis no final de uma sílaba. Existem alguns "falsos grupos", como 'phran (secar), que na verdade é phw-ran. Estes são muito comuns em palavras com “eco”: phlat phlat, phre phre, prai prai, prom prom, etc.

### Vogais
Kokborok tem seis fonemas vocálicos (monotongos): / i u e w o a /.
|              | Anterior | Central | Posterior |
| Fechada      | i [i]    |         | u [u]     |
| Meio fechada | e [e]    | w [ə]   |           |
| Meio aberta  |          |         | o [o]     |
| Fechada      |          | a [a]   |           |

Os primeiros estudiosos de Kokborok decidiram usar a letra latina w como um símbolo para uma vogal que não existe em português. Em algumas localidades, é pronunciado mais como um I, e em outras, é pronunciado mais como um O.
Na grafia Kokborok, u é usado para o som / w / nos ditongos /wa/ (usado no início de sílaba, escrito como ua) e /wo/ (usado no fim, escrito como uo). Também é usado para o ditongo /ɔi/ (escrito wi) depois de m e p

### Ditongos
Um ditongo é um grupo de duas vogais. O ditongo wi é falado como ui depois dos sons das letras m e p. Dois exemplos são chumui (nuvem) e thampui (mosquito). O ditongo ui é uma variação do ditongo wi. Outros ditongos menos frequentes, como oi e ai, são chamados de ditongos de fechamento. Um ditongo de fechamento se refere a uma sílaba que não termina em uma consoante.

### Sílabas
A maioria das palavras é formada pela combinação da raiz com um afixo:
- kuchuk é formado a partir da raiz chuk (estar akto), com o prefixo, ku.
- phaidi (vir) é formado a partir da raiz phai (vir), com o sufixo di.

Não há palavras Kókborok começando com ng. No final de uma sílaba, qualquer vogal exceto w pode ser encontrada, junto com uma quantidade limitada de consoantes: p, k, m, n, ng, r e l. Y é encontrado apenas em ditongos de fechamento como ai e wi.

### Tons
Existem dois tons no Kókborok: tom alto e tom baixo. Para marcar o tom alto, a letra h é escrita após a vogal com esse tom agudo. Esses exemplos têm tom baixo precedendo tom alto para mostrar que o tom muda o significado:
1. lai fácil laih cruzado
2. bor insensato bohr plantar
3. cha correto chah comer
4. nukhung família nukhuhng telhado

## História
A língua era chama Tripa, com seu nome sendo alterado no século XX. Os nomes também se referem aos habitantes do antigo reino Twipra, bem como à etnia de seus falantes.
Além do Kokborok, o povo Tripa fala três outras línguas: Tripura, Tribo Halam (Riam Chong) e  Darlong (e outras línguas relacionadas de Bangladexe e Índia). Riam chong é falado principalmente pela comunidade Halam e a Darlong falada pelo povo de mesmo nome, sendo parente de Chin-Kuki-Mizo da mesma forma que a mizo, embora Kokborok esteja relacionado à línguas tibeto-birmanesas. Kokborok e Riam chong são muito diferentes um do outro, mas Riam chong e Darlong também são considerados uma das línguas nativas de Tripura.
Kókborok foi atestado desde pelo menos o século d.C., quando o registro histórico dos reis Tipra começou a ser escrito. A escritade Kókborok foi chamado de "Koloma". A Crônica dos reis Borok foi escrita em um livro chamado Rajratnakar. Este livro foi escrito originalmente em Kókborok usando a escrita Koloma de Durlobendra Chontai.
Mais tarde, dois brâmanes, Sukreswar e Vaneswar, traduziram-no para o sânscrito e novamente traduziram a crônica para o bengali no século XIX. A crônica de Tripa em Kókborok e Rajratnakar não está mais disponível. O kokborok foi relegado a um dialeto popular durante o governo dos reis Borok no Reino de Tipra do século XIX ao século XX.
O kokborok foi declarado língua oficial do estado de Tripura, na Índia, pelo governo estadual no ano de 1979. Consequentemente, a língua tem sido ensinada nas escolas de Tripura do nível primário ao secundário superior desde a década de 1980. Um curso certificado em Kokborok começou em 1994 na Universidad de Tripura e um curso de pós-graduação em Kokborok foi iniciado em 2001 pela mesma universidade. Kokborok foi introduzido no bacharelado em artes (BA) nas faculdades afiliadas à Universidade a partir do ano de 2012, e também um mestrado em artes (MA) em Kokborok foi a partir do ano de 2015.
Atualmente, há uma demanda para dar o reconhecimento da língua como uma das línguas oficiais reconhecidas da Índia, de acordo com o 8º Artigo da Constituição. A forma oficial é o dialeto falado em Agartala, a capital do estado de Tripura.

## Classificação
Kokborok é uma língua Sino-tibetana e da sub-família das Bodo-Garo.
Está intimamente relacionado com as línguas  Bodo e Dimasa do vizinho estado de Assão. A língua garo também é relacionada e falada no estado de Megalaia e na vizinha Bangladexe.
Kókborok não é uma única língua, mas um nome coletivo para as várias línguas e dialetos falados em Tripura. O Ethnologue lista Usoi (Kau Brung), Riang (Polong-O) e Khagrachari ("Trippera") como línguas separadas; Mukchak (Barbakpur), embora não listada, também é distinta, e a linguagem de muitos clãs Borok não foi investigada. A maior variedade está dentro de Khagrachari, embora falantes de diferentes variedades de Khagrachari possam "freqüentemente" se entender. A literatura Khagrachari está sendo produzida nas variedades Naitong e Dendak.

## Dialetos
Existem muitas tribos falantes de Kokborok nos estados indianos de Bengala Ocidental, Tripurá, Assão, Mizorão e nas províncias vizinhas do país, Bangladexe, principalmente em Chatigão. Existem três dialetos principais que não são mutuamente inteligíveis, embora o dialeto ocidental da família real, Debbarma, seja o de prestígio compreendido por todos. É o padrão para ensino e literatura. É ensinado como meio de instrução até a quinta classe e como matéria até o nível de pós-graduação. Os outros dialetos são Jamatia, Kalai e Noatia.

## Estatísticas

### Censo da Índia 2011
Os detalhes de acordo com o Censo da Índia de 2011 em relação ao idioma Tripuri são dados a seguir:
TRIPURI 10.11.294
1. Kokborok 9.17.900
2. Reang 58.539
3. Tripuri 33.138
4. Outros 1.717

### Censo da Índia 2001
Tripura 854.023
1. Kókborok 761.964
2. Outros 607

- Censo da Índia 2001

## Escritas
Kók-borok tem uma escrita conhecida como Koloma, que não é de uso popular. A partir do século XIX, o Reino de Tripa usou o alfabeto bengali para escrever em kókborok, mas desde a independência da Índia e a fusão com o país, a escrita latina está sendo promovida por organizações não governamentais. O governo do Conselho do Distrito Autônomo das Áreas Tribais de Tripura (TTAADC) fez regulamentos em 1992 e 2000 para a adoção da escrita romana no sistema de educação escolar em suas áreas
O problema da escrita é altamente politizado, com o governo da Frente de Esquerda (Tripura) defendendo o uso da escrita bengali asiática e todos os partidos indígenas regionais e organizações estudantis (INPT, IPFT, NCT, Federação de Estudantes Twipra, etc.) e organizações nacionalistas étnicas (Kokborok Sahitya Sabha, Missão Kokborok tei Hukumu, Movimento para Kokborok etc.) que defendem a escrita latino.
Ambas escritas são agora usados no estado na educação, bem como nos círculos literários e culturais.

## Numeração
A contagem em Kókborok é chamada de lekhamung.
| 1.                           | sa               |
| 2.                           | nwi              |
| 3.                           | tham             |
| 4.                           | brwi             |
| 5.                           | BA               |
| 6.                           | dok              |
| 7.                           | sni              |
| 8.                           | Caracteres       |
| 9.                           | Chuku            |
| 10.                          | chi              |
| 20.                          | nwichi (khol)    |
| 100.                         | ra               |
| 101.                         | ra sa            |
| 200.                         | nwira            |
| 1000.                        | sai              |
| 1001.                        | sai sa           |
| 2000.                        | nwi sai          |
| 10.000.                      | chisai           |
| 20.000.                      | Nwichi Sai       |
| 100.000.                     | rasai            |
| 200.000.                     | nwi rasai        |
| 1.000.000.                   | Chirasai         |
| 2.000.000.                   | Nwichi Rasai     |
| 10.000.000.                  | rwjak            |
| 20.000.000.                  | nwi rwjak        |
| 1.000.000.000.               | rarwjak          |
| 1.000.000.000.000.           | sai rarwjak      |
| 100,000,000,000,000,000,000. | rasaisai rarwjak |

## Amostra de texto
Bebak borok o swngcharo fiyokjagwi achai'o tei bongi nanglai borom tei manthai tongo. Bohrok kwthang tongnani tei sinani hamari rijago tei buino bo chubana nango bufayung song kwthalaimani hamthamchibai.
Português
Todos os seres humanos nascem livres e iguais em dignidade e direitos. Eles são dotados de razão e consciência e devem agir uns com os outros com espírito de fraternidade. (Artigo 1 da Declaração Universal dos Direitos Humanos)